# (100583) 1997 JY9
(100583) 1997 JY9 es un asteroide perteneciente al cinturón de asteroides, descubierto el 10 de mayo de 1997 por Christian Veillet desde los Observatorios de Mauna Kea, Hawái, Estados Unidos.

## Designación y nombre
Designado provisionalmente como 1997 JY9.

## Características orbitales
1997 JY9 está situado a una distancia media del Sol de 2,379 ua, pudiendo alejarse hasta 2,724 ua y acercarse hasta 2,035 ua. Su excentricidad es 0,144 y la inclinación orbital 9,715 grados. Emplea 1340,82 días en completar una órbita alrededor del Sol.

## Características físicas
La magnitud absoluta de 1997 JY9 es 16,4. Tiene 3 km de diámetro y su albedo se estima en 0,044.